# Seznam vrcholů ve Smrčinách

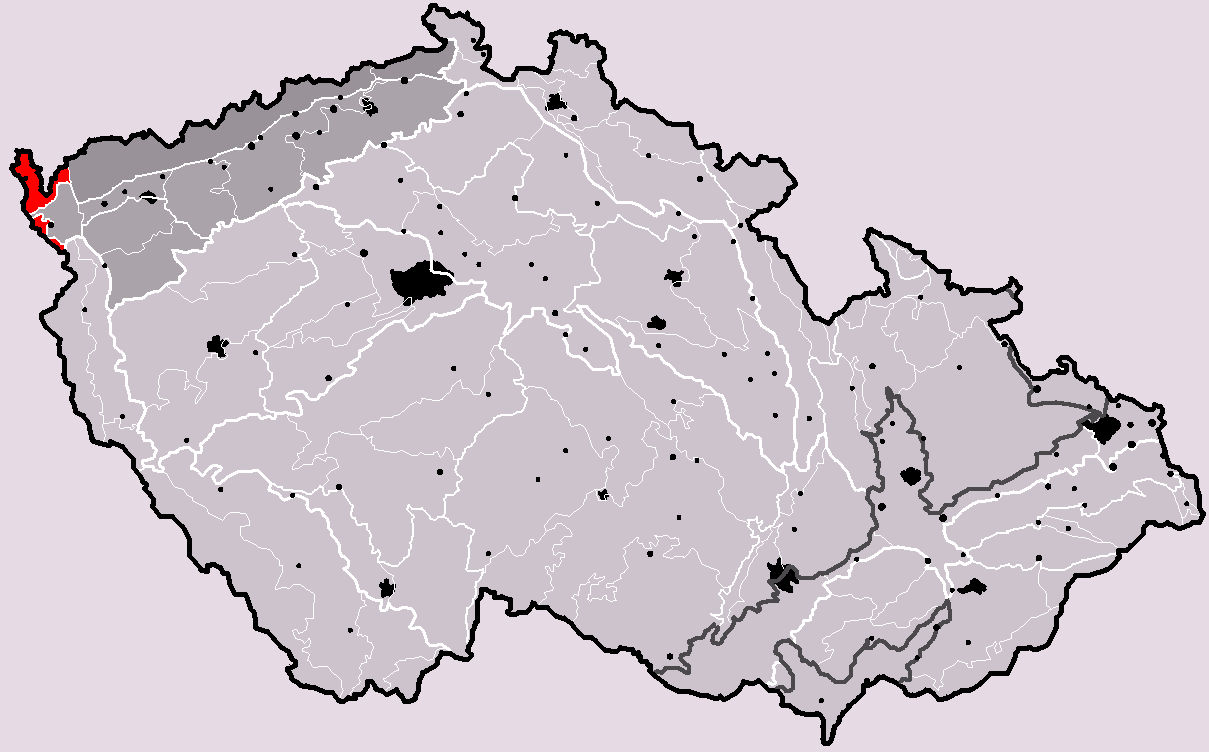
Smrčiny na mapě České republiky

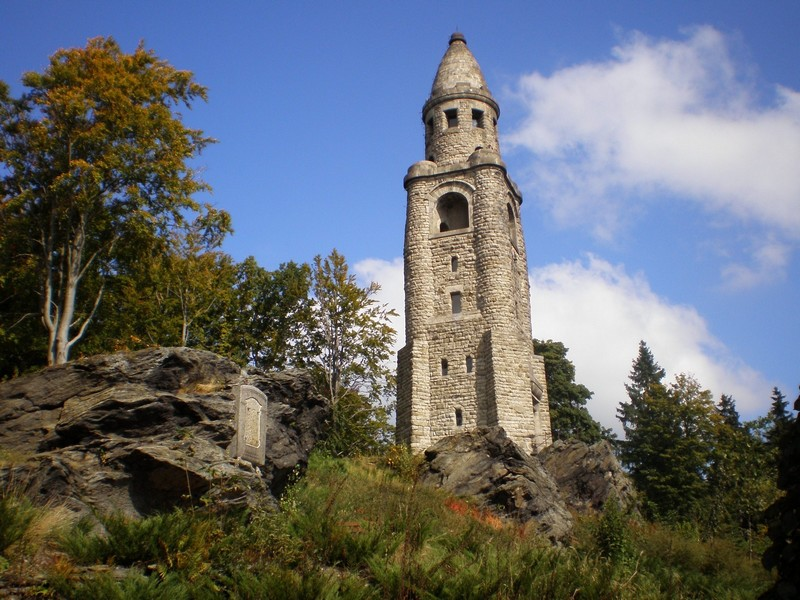
Háj (757 m)

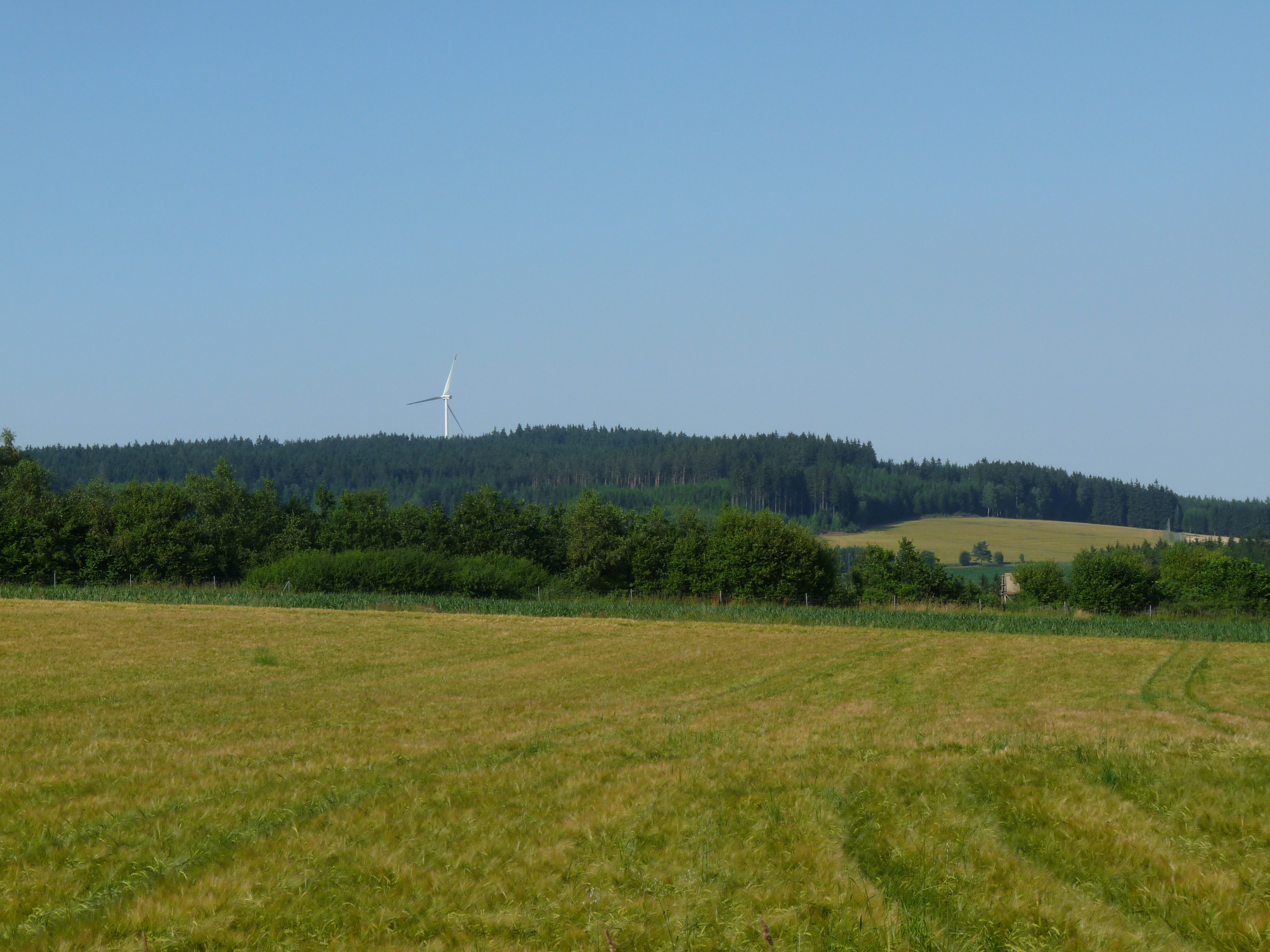
Štítarský vrch (716 m)

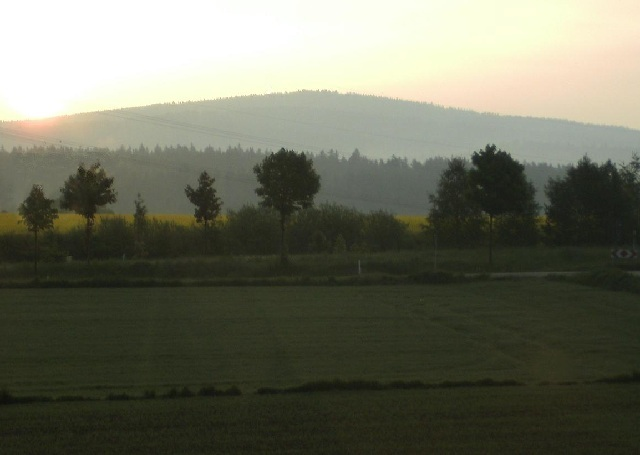
Výhledy (656 m)

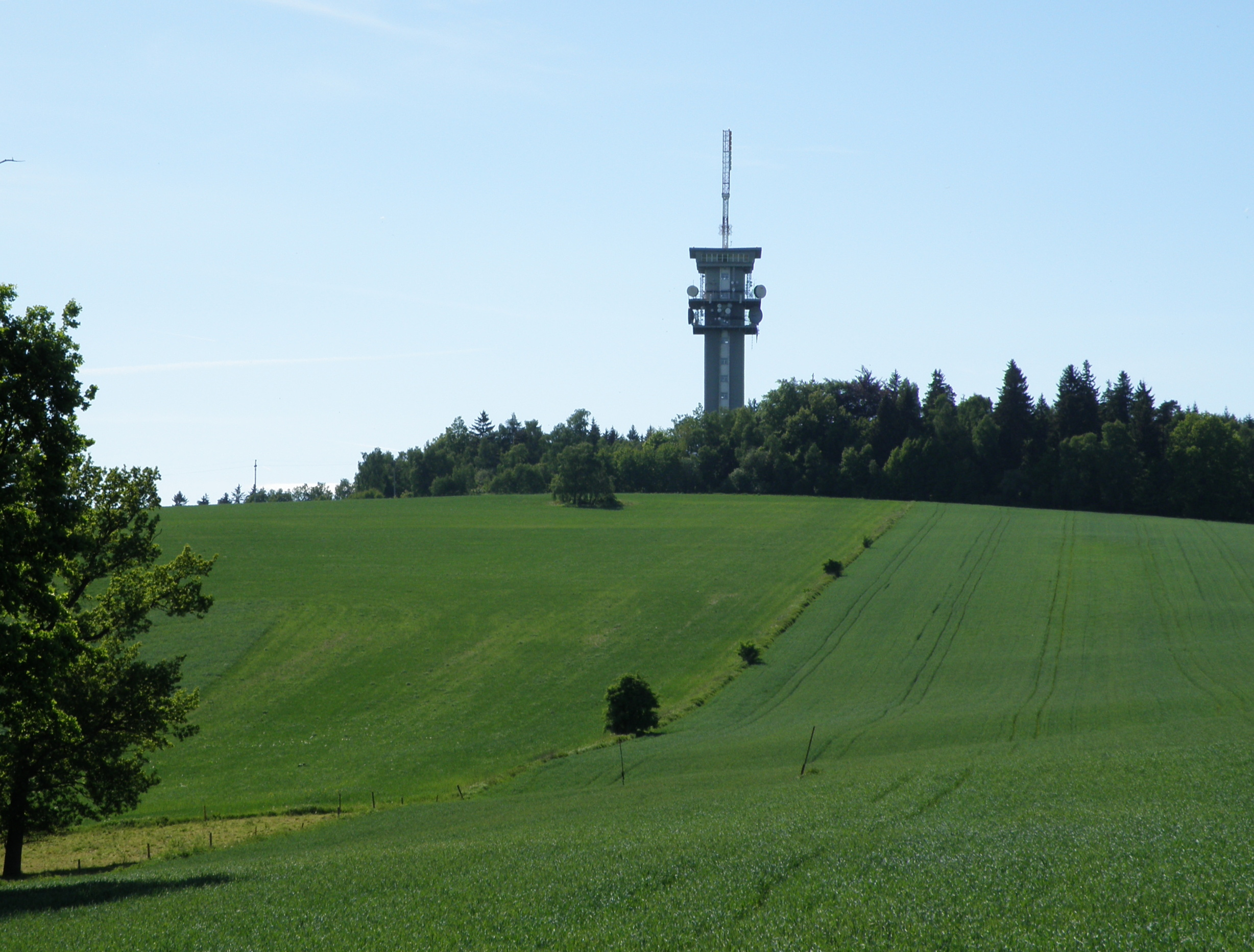
Zelená hora (641 m)

Seznam vrcholů ve Smrčinách obsahuje pojmenované smrčinské vrcholy s nadmořskou výškou nad 600 m a dále všechny vrcholy s prominencí (relativní výškou) nad 100 m. Seznam je založen na údajích dostupných na stránkách Mapy.cz a v Geoprohlížeči Zeměměřického úřadu. Jako hranice pohoří byla uvažována hranice stejnojmenného geomorfologického celku. Seznam postihuje pouze českou část pohoří, německá část zatím není zahrnuta.

## Seznam vrcholů podle výšky
Seznam vrcholů podle výšky obsahuje všechny pojmenované vrcholy s nadmořskou výškou nad 600 m. Celkem jich je 36, z toho 8 s výškou nad 700 m. Nejvyšší horou je Háj s nadmořskou výškou 757 m, který se nachází v geomorfologickém okrsku Hájská vrchovina.
| #   | Vrchol          | Výška m n. m. | Souřadnice                       | Okrsek                   | Přístup                                                                        |
| --- | --------------- | ------------- | -------------------------------- | ------------------------ | ------------------------------------------------------------------------------ |
| 1.  | Háj             | 757           | 50°14′01″ s. š., 12°12′06″ v. d. | Hájská vrchovina         | modrá turistická značka · žlutá turistická značka                              |
| 2.  | Záhoř           | 745           | 50°12′20″ s. š., 12°16′10″ v. d. | Blatenská vrchovina      | neznačeno                                                                      |
| 3.  | Skřivánčí vrch  | 738           | 50°13′16″ s. š., 12°12′52″ v. d. | Hájská vrchovina         | neznačeno                                                                      |
| 4.  | U vápenky       | 733           | 50°12′42″ s. š., 12°15′53″ v. d. | Blatenská vrchovina      | neznačeno                                                                      |
| 5.  | Stráž           | 718           | 50°13′40″ s. š., 12°16′19″ v. d. | Hájská vrchovina         | neznačeno                                                                      |
| 6.  | Štítarský vrch  | 716           | 50°14′13″ s. š., 12°07′49″ v. d. | Studánecká vrchovina     | neznačeno                                                                      |
| 7.  | U lomu          | 707           | 50°15′18″ s. š., 12°10′11″ v. d. | Studánecká vrchovina     | neznačeno                                                                      |
| 8.  | Loupežník       | 705           | 50°15′11″ s. š., 12°09′42″ v. d. | Studánecká vrchovina     | neznačeno                                                                      |
| 9.  | Studánecký vrch | 697           | 50°16′06″ s. š., 12°11′47″ v. d. | Studánecký vrch          | neznačeno                                                                      |
| 10. | Stráňka         | 687           | 50°14′37″ s. š., 12°08′50″ v. d. | Studánecká vrchovina     | zelená turistická značka                                                       |
| 11. | Smrkovec        | 683           | 50°15′30″ s. š., 12°07′38″ v. d. | Studánecká vrchovina     | neznačeno                                                                      |
| 12. | Vyhlídka        | 671           | 50°14′54″ s. š., 12°14′08″ v. d. | Hájská vrchovina         | neznačeno                                                                      |
| 13. | Goethův vrch    | 671           | 50°10′42″ s. š., 12°15′25″ v. d. | Blatenská vrchovina      | neznačeno                                                                      |
| 14. | U Tenatnice     | 666           | 50°12′33″ s. š., 12°17′16″ v. d. | Blatenská vrchovina      | neznačeno                                                                      |
| 15. | Za Valihorou    | 662           | 50°12′31″ s. š., 12°14′04″ v. d. | Blatenská vrchovina      | neznačeno                                                                      |
| 16. | Liščí hora      | 658           | 50°15′53″ s. š., 12°21′57″ v. d. | Lubská vrchovina         | neznačeno                                                                      |
| 17. | Výhledy         | 656           | 50°03′39″ s. š., 12°16′33″ v. d. | Výhledská vrchovina      | neznačeno                                                                      |
| 18. | Bukový vrch     | 650           | 50°12′15″ s. š., 12°19′39″ v. d. | Lužská pahorkatina       | neznačeno                                                                      |
| 19. | Tříslová        | 648           | 50°16′49″ s. š., 12°23′17″ v. d. | Lubská vrchovina         | červená turistická značka · modrá turistická značka · naučná turistická značka |
| 20. | Kopaninský vrch | 646           | 50°16′03″ s. š., 12°13′04″ v. d. | Studánecká vrchovina     | neznačeno                                                                      |
| 21. | Kozina          | 643           | 50°10′54″ s. š., 12°13′21″ v. d. | Blatenská vrchovina      | neznačeno                                                                      |
| 22. | Blatná          | 643           | 50°07′24″ s. š., 12°13′10″ v. d. | Blatenská vrchovina      | neznačeno                                                                      |
| 23. | Zelená hora     | 641           | 50°04′15″ s. š., 12°18′23″ v. d. | Výhledská vrchovina      | zelená turistická značka                                                       |
| 24. | U rozhledny     | 641           | 50°15′49″ s. š., 12°24′59″ v. d. | Lubská vrchovina         | neznačeno                                                                      |
| 25. | Planina         | 638           | 50°19′04″ s. š., 12°10′01″ v. d. | Hranická pahorkatina     | neznačeno                                                                      |
| 26. | Nad dvorem      | 632           | 50°15′44″ s. š., 12°22′54″ v. d. | Lubská vrchovina         | neznačeno                                                                      |
| 27. | Zálubí          | 632           | 50°16′23″ s. š., 12°24′12″ v. d. | Lubská vrchovina         | neznačeno                                                                      |
| 28. | Zlatý vrch      | 632           | 50°16′20″ s. š., 12°24′28″ v. d. | Lubská vrchovina         | neznačeno                                                                      |
| 29. | Jelení vrch     | 628           | 50°09′29″ s. š., 12°13′30″ v. d. | Blatenská vrchovina      | neznačeno                                                                      |
| 30. | Na kopci        | 622           | 49°59′44″ s. š., 12°26′36″ v. d. | Hrozňatovská pahorkatina | neznačeno                                                                      |
| 31. | Kozín           | 612           | 50°10′22″ s. š., 12°13′45″ v. d. | Blatenská vrchovina      | neznačeno                                                                      |
| 32. | Smolnice        | 607           | 50°17′22″ s. š., 12°08′11″ v. d. | Hranická pahorkatina     | neznačeno                                                                      |
| 33. | Otovský vrch    | 607           | 50°10′02″ s. š., 12°17′19″ v. d. | Vojtanovská pahorkatina  | neznačeno                                                                      |
| 34. | Lužský vrch     | 607           | 50°11′17″ s. š., 12°21′06″ v. d. | Lužská pahorkatina       | neznačeno                                                                      |
| 35. | Mezný vrch      | 607           | 50°07′59″ s. š., 12°12′11″ v. d. | Blatenská vrchovina      | neznačeno                                                                      |
| 36. | Mlýnský vrch    | 605           | 50°15′03″ s. š., 12°06′07″ v. d. | Studánecká vrchovina     | neznačeno                                                                      |

## Seznam vrcholů podle prominence
V české části Smrčin není mnoho výrazných vrcholů a prominenci nad 100 m má pouze nejvyšší hora Háj (107 m), která se nachází v geomorfologickém okrsku Hájská vrchovina.
| #  | Vrchol | Výška m n. m. | Promi- nence | Izolace (km)       | Souřadnice                       | Přístup                                           |
| -- | ------ | ------------- | ------------ | ------------------ | -------------------------------- | ------------------------------------------------- |
| 1. | Háj    | 757           | 107          | 8,6 → Kapellenberg | 50°14′01″ s. š., 12°12′06″ v. d. | modrá turistická značka · žlutá turistická značka |